# Grant Bowler
Grant Bowler (Auckland, 18 juli 1968) is een Nieuw-Zeelands acteur. Sinds 2013 speelt hij de hoofdrol in de Syfy-televisieserie Defiance. 

## Carrière
Bowler, die geboren werd in Nieuw-Zeeland en opgroeide in Australië, debuteerde in 1994 in de Australische politieserie Blue Heelers, waar hij tot 1996 de rol van "Constable Wayne Patterson" voor zijn rekening nam. Hij had gastrollen in onder meer Farscape, McLeod's Daughters en Lost. Terugkerende rollen had hij in Ugly Betty en in True Blood als "Cooter". Tussen 2004 en 2011 was hij de vertelstem van Border Security: Australia's Front Line.
In 2012 was hij te zien als Richard Burton in de televisiefilm Liz & Dick, naast Lindsay Lohan die de rol van Elizabeth Taylor speelde. Sinds 2013 is hij hoofdrolspeler in Defiance, een sciencefictionserie die uitgezonden wordt op Syfy.

## Filmografie

#### Film
selectie
- 2011 — Killer Elite — Cregg
- 2011 — Atlas Shrugged: Part I — Henry Rearden
- 2012 — I Do — Peter Edwards

#### Televisie
- 1994–1996  — Blue Heelers — Constable Wayne Patterson  (96 afleveringen)
- 1996 — Pacific Drive — Garth Stephens  (1 aflevering)
- 1996–1998  — Medivac — Dr. Arch Craven  (48 afleveringen)
- 1998 — Wildside — Peter Simms  (1 aflevering)
- 1999 — Farscape — Shaman Liko  (1 aflevering)
- 1999–2001  — Stingers — Sean Peck  (3 afleveringen)
- 2000 — Sir Arthur Conan Doyle's The Lost World — Montague Fitzsimmonds  (1 aflevering)
- 2000 — On the Beach — Lt. Peter Holmes (televisiefilm)
- 2000–2003  — The Mole — Host  (10 afleveringen)
- 2001–2002  — Something in the Air — Mark Waters  (26 afleveringen)
- 2002 — White Collar Blue — Steve Petrovic  (1 aflevering)
- 2002 — Always Greener — Greg Steele  (11 afleveringen)
- 2004 — McLeod's Daughters — Jarred Wuchowski  (1 aflevering)
- 2004–2005  — All Saints — Nigel "Mac" MacPherson  (20 afleveringen)
- 2004–2011  — Border Security: Australia's Front Line — Stem  (105 afleveringen)
- 2005–2009  — Outrageous Fortune — Wolfgang West  (54 afleveringen)
- 2008 — Lost — Captain Gault  (3 afleveringen)
- 2008 — Canal Road — Detective Ray Driscoll  (10 afleveringen)
- 2008–2010  — Ugly Betty — Connor Owens  (17 afleveringen)
- 2010 — True Blood — Cooter  (7 afleveringen)
- 2011 — Panic at Rock Island — Jim  (televisiefilm)
- 2011–2012  — The Amazing Race Australia — Host  (24 afleveringen)
- 2012 — The Great Mint Swindle  — Ray Mickelberg  (televisiefilm)
- 2012 — Liz & Dick  — Richard Burton  (televisiefilm)
- 2012 — GCB — Mason Massey  (2 afleveringen)
- 2013 — Defiance — Joshua Nolan  (12 afleveringen)